# Bitva u Novary
V bitvě u Novary (asi 40 km západně od Milána) porazila dne 23. března 1849 rakouská armáda pod velením maršála Radeckého armádu Sardinského království, které velel polský generál Wojciech Chrzanowski. Bitvou skončilo první období italského sjednocování (Risorgimento) a Rakousko si na 10 let uhájilo své panství v severní Itálii.

## Historie

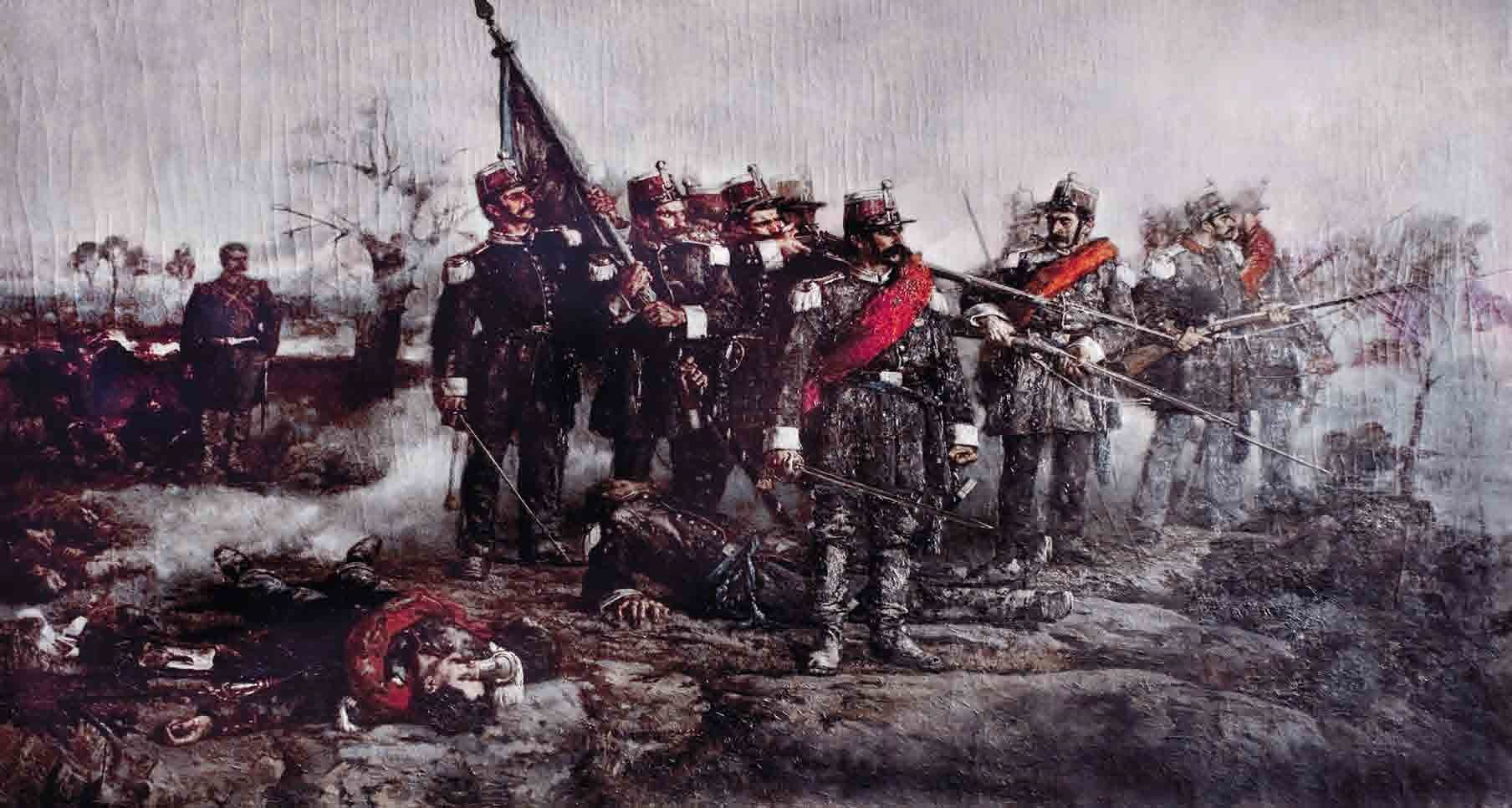
G. Ferrari: Bitva u Novary (1858)

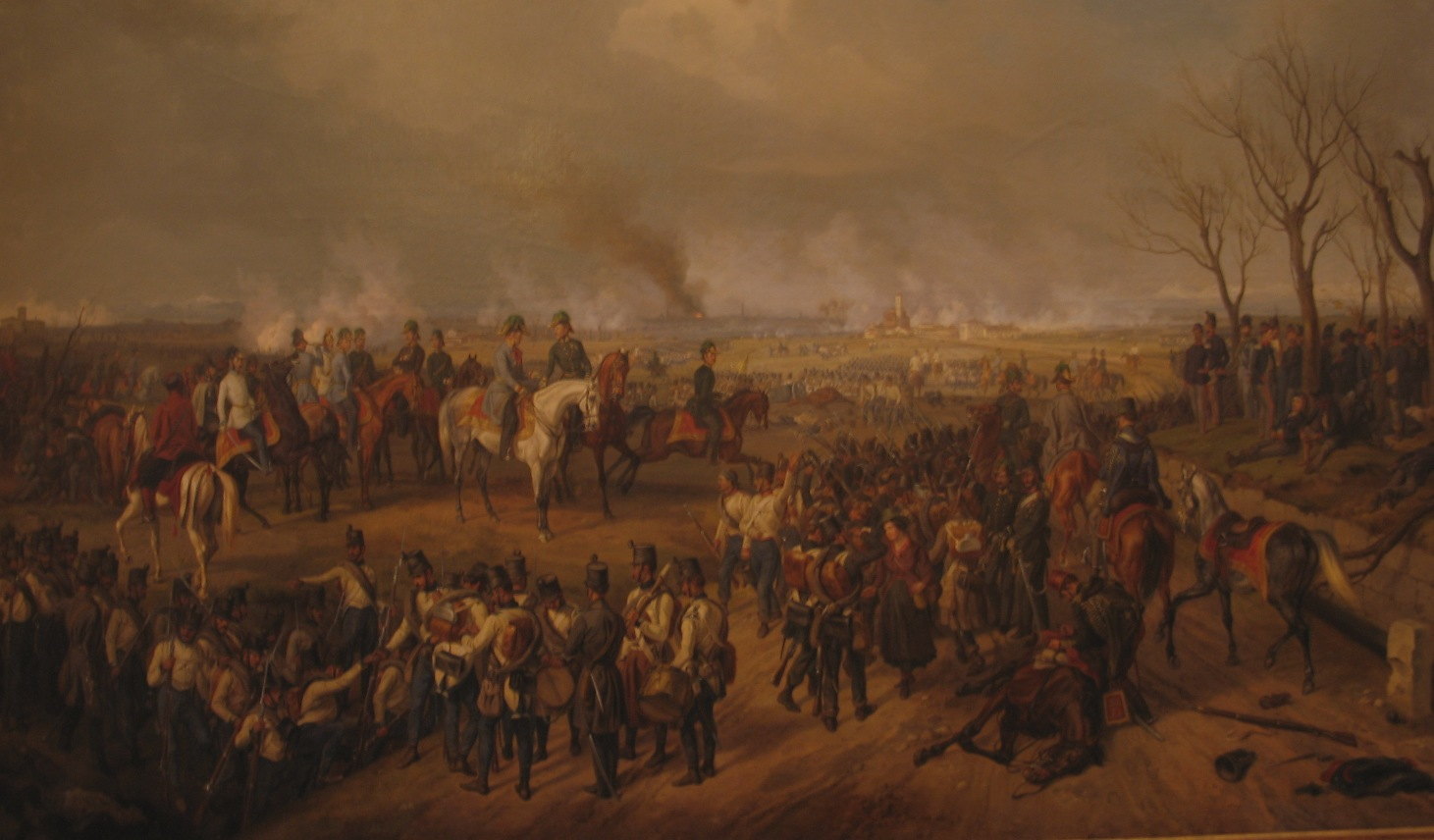
A. Adam: Radecký se svým štábem v bitvě u Novary

V roce 1848 vypukla po celé Evropě řada povstání a revolucí proti vládnoucím monarchiím. Také Rakousko muselo čelit řadě povstání ve Vídni, v Budapešti, v Praze a také v severní Itálii, kde drželo celé Lombardsko-Benátsko. Za povstání v Miláně se sardinský král Karel Albert postavil do čela italského národního hnutí a vyhlásil Rakousku válku. Po vítězství v bitvě u Goito byl však poražen v bitvě u Custozzy a povstání v Brescii, v Benátkách a v Římě Rakušané také potlačili. Král Karel Albert v březnu 1849 vypověděl předchozí příměří a pokusil se tento vývoj ještě zvrátit.
Italská armáda měla sice početní převahu asi 100 proti 70 tisícům mužů, generál Chrzanowski však nerozuměl italsky a velení nefungovalo. Hlavní bitva se odehrála na pahorku nad Novarou a Radecký v ní nakonec zvítězil. Pak ještě obléhal a dobyl město Novaru. V důsledku bitvy král Karel Albert odstoupil ve prospěch svého syna Viktora Emanuela II. a italské povstání bylo na čas poraženo. Teprve o deset let později úspěšně pokračovalo Sardinskou válkou a bitvou u Solferina.